# Joe Cole
Joseph John Cole (Londres, Inglaterra, 8 de noviembre de 1981), más conocido como Joe Cole, es un exfutbolista inglés que jugaba de mediocampista.

## Trayectoria
Debutó en 1998 en el West Ham United F. C., donde mantuvo la regularidad junto con su compañero Frank Lampard, mismo que compartiría vestuario durante su estancia en el Chelsea F. C. En 2003 fue transferido a este equipo, donde consiguió dos ligas inglesas y llegaron a semifinales de la Liga de Campeones en la temporada 2004-05, y hasta la final en el curso 2007-08.
El 10 de junio de 2014 firmó un contrato por dos años con el Aston Villa F. C. después de terminar su contrato con el West Ham United F. C.
El 13 de noviembre de 2018, a los 37 años de edad, anunció su retirada. Unas semanas después regresó al Chelsea F. C. como entrenador de las categorías inferiores, cargo que abandonó en junio de 2020.

## Selección nacional
Participó en la Copa Mundial de Fútbol de 2006 donde marcó un gol ante Suecia en la fase de grupos.

### Participaciones en Copas del Mundo
| Mundial                        | Sede                | Resultado        |
| ------------------------------ | ------------------- | ---------------- |
| Copa Mundial de Fútbol de 2002 | Corea del Sur Japón | Cuartos de final |
| Copa Mundial de Fútbol de 2006 | Alemania            | Cuartos de final |
| Copa Mundial de Fútbol de 2010 | Sudáfrica           | Octavos de final |

### Participaciones en Eurocopas
| Copa          | Sede     | Resultado        |
| ------------- | -------- | ---------------- |
| Eurocopa 2004 | Portugal | Cuartos de final |

## Clubes
| Club                         | País           | Año       |
| ---------------------------- | -------------- | --------- |
| West Ham United F. C.        | Inglaterra     | 1998-2003 |
| Chelsea F. C.                | Inglaterra     | 2003-2010 |
| Liverpool F. C.              | Inglaterra     | 2010-2013 |
| Lille O. S. C. (cedido)      | Francia        | 2011-2012 |
| West Ham United F. C.        | Inglaterra     | 2013-2014 |
| Aston Villa F. C.            | Inglaterra     | 2014-2016 |
| Coventry City F. C. (cedido) | Inglaterra     | 2015-2016 |
| Coventry City F. C.          | Inglaterra     | 2016      |
| Tampa Bay Rowdies            | Estados Unidos | 2016-2018 |

## Palmarés

### Títulos nacionales
| Título                        | Club                          | País       | Año  |
| ----------------------------- | ----------------------------- | ---------- | ---- |
| Copa FA Juvenil               | West Ham United F. C. Juvenil | Inglaterra | 1999 |
| Copa de la Liga de Inglaterra | Chelsea F. C.                 | Inglaterra | 2005 |
| Premier League                | Chelsea F. C.                 | Inglaterra | 2005 |
| Community Shield              | Chelsea F. C.                 | Inglaterra | 2005 |
| Premier League                | Chelsea F. C.                 | Inglaterra | 2006 |
| Copa de la Liga de Inglaterra | Chelsea F. C.                 | Inglaterra | 2007 |
| FA Cup                        | Chelsea F. C.                 | Inglaterra | 2007 |
| FA Cup                        | Chelsea F. C.                 | Inglaterra | 2009 |
| Community Shield              | Chelsea F. C.                 | Inglaterra | 2009 |
| Premier League                | Chelsea F. C.                 | Inglaterra | 2010 |
| FA Cup                        | Chelsea F. C.                 | Inglaterra | 2010 |

### Títulos internacionales
| Título                    | Equipo                | País       | Año  |
| ------------------------- | --------------------- | ---------- | ---- |
| Copa Intertoto de la UEFA | West Ham United F. C. | Inglaterra | 1999 |

### Distinciones individuales
Martillo del año del West Ham United: 2002–03
Jugador del mes de la Premier League: 2005
Equipo del año de la PFA (Premier League): 2005-06
Jugador del año del Chelsea: 2007-08
XI mejor de la NASL: 2016